# 나는 야한 여자가 좋다 (영화)
"나는 야한 여자가 좋다"(I Like sexy Women)는 마광수 원안의 동명 소설을 바탕으로 한 대한민국의 영화이다. 2014년 7월 10일에 개봉했다.

## 줄거리
더 뜨겁게!더 HOT하게! 그래도 나는 야한 여자가 좋다!!
혈기 왕성한 펜싱 선수인 민수(김태한)는 세계랭킹에 오를 정도의 타고난 실력과 훤칠한 외모로 주변에 여자가 끊이질 않는다. 그런 민수의 유치원 시절부터의 단짝 애인인 지예(서리슬)는 민수와 뜨거운 커플 사이이지만, 시도 때도 없이 밝히고 섹스만 요구하는 민수에게 점점 혐오스러움을 느낀다. 
인기 많고 잘나가는 민수에 비해 매번 실력부족을 탓하며 번번히 남자파트너를 구해야만 하는 지예는 어느 날 새 파트너인 동준을 만나게 되고 이전까지와는 다른 새로운 감정을 느낀다. 한편, 결별선고를 받은 민수는 뒤늦게 지예를 향한 진실한 사랑을 확인하고 지예를 되찾으려 하는데… 

## 등장인물
- 민수 : 김태한
- 지애 : 서리슬
- 동준 : 권재현
- 대팔 : 강성훈